# D-倉庫
d-倉庫（ディーそうこ）は、東京都荒川区東日暮里にあった小劇場である。2008年12月にオープンした。
もともと倉庫だった建物を改築して劇場にしたスペースである。2階が入口でロビーが喫茶スペースとなっており、1階は4.7 mの天井高が売りの舞台スペースとなる。キャパシティは100人前後となっている。
d-倉庫は貸し小屋営業のみならず、ダンス・舞踏・演劇・パフォーマンスなどのフェスティバルの自主企画などにも精力的に取り組んでいた。
die pratze（）系列劇場として開場されたが、他の劇場は閉館し、2021年12月25日までは運営されていたのはd-倉庫のみだったが、12月末日をもって閉館となった。

## 諸元（ステージ）
- 天井高 - 4.7 m
- 奥行 - 9 m
- 駐車場 - 1台収容

## アクセス
- 日暮里駅（JR山手線、京浜東北線、常磐線、私鉄京成線、日暮里-舎人ライナー）駅下車 南口徒歩7分

## 主な企画
- 『ダンスがみたい！』
- 『ダンスがみたい！新人シリーズ』
- 『M.S.A.Collection』